# 門型機械手
自動化門型機械手主要應用於CNC車床的金屬加工自動上、下料。主要作動原理是各軸的直線運動: 送料及取料。定位精準度高，可快速換料達到產能提升及降低人工使用之目的。機體的占地空間小，可彈性配合CNC車床加工生產線。智慧工廠的自動化發展是為了創造更人性化的工作環境。